# Jedwab

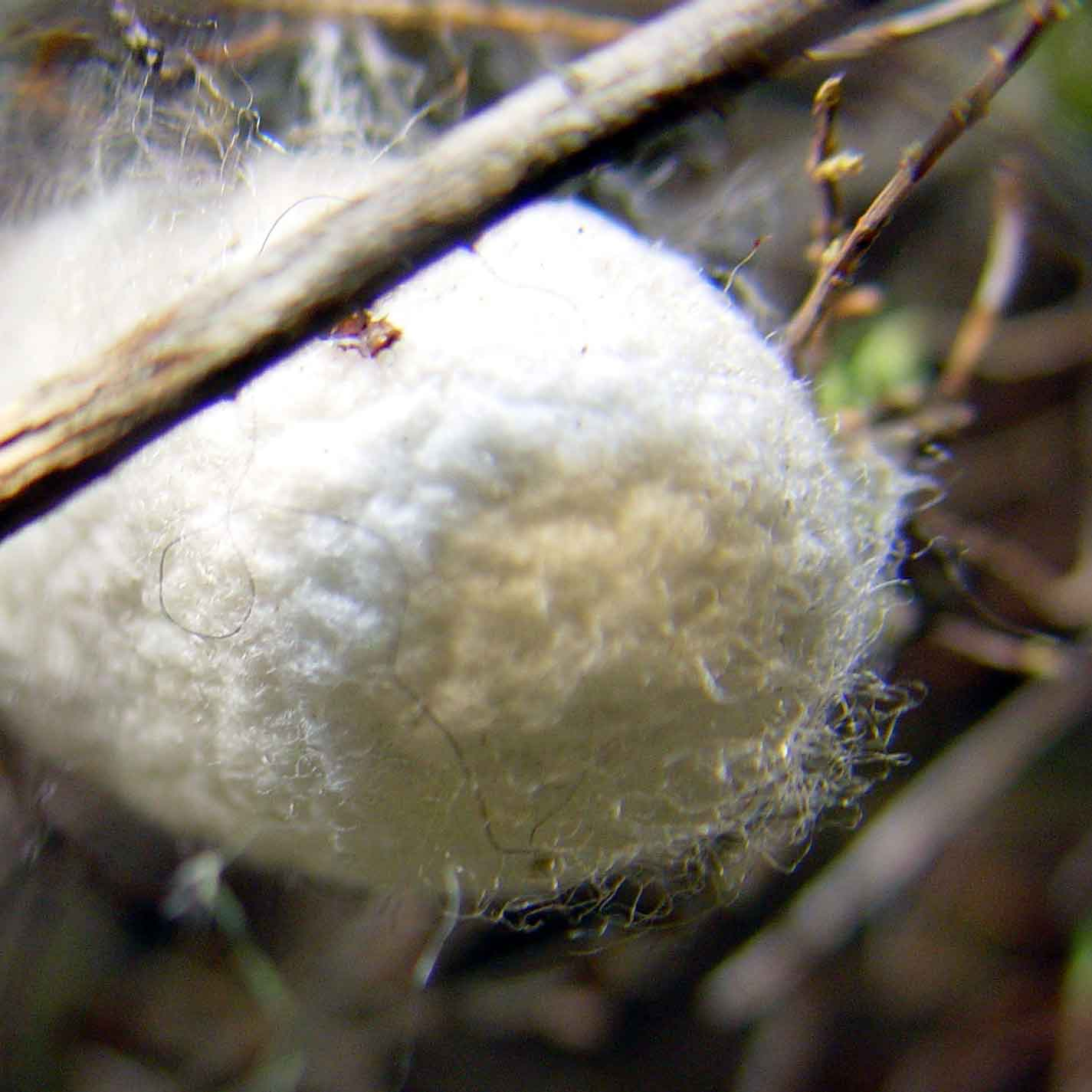
kokon jedwabnika

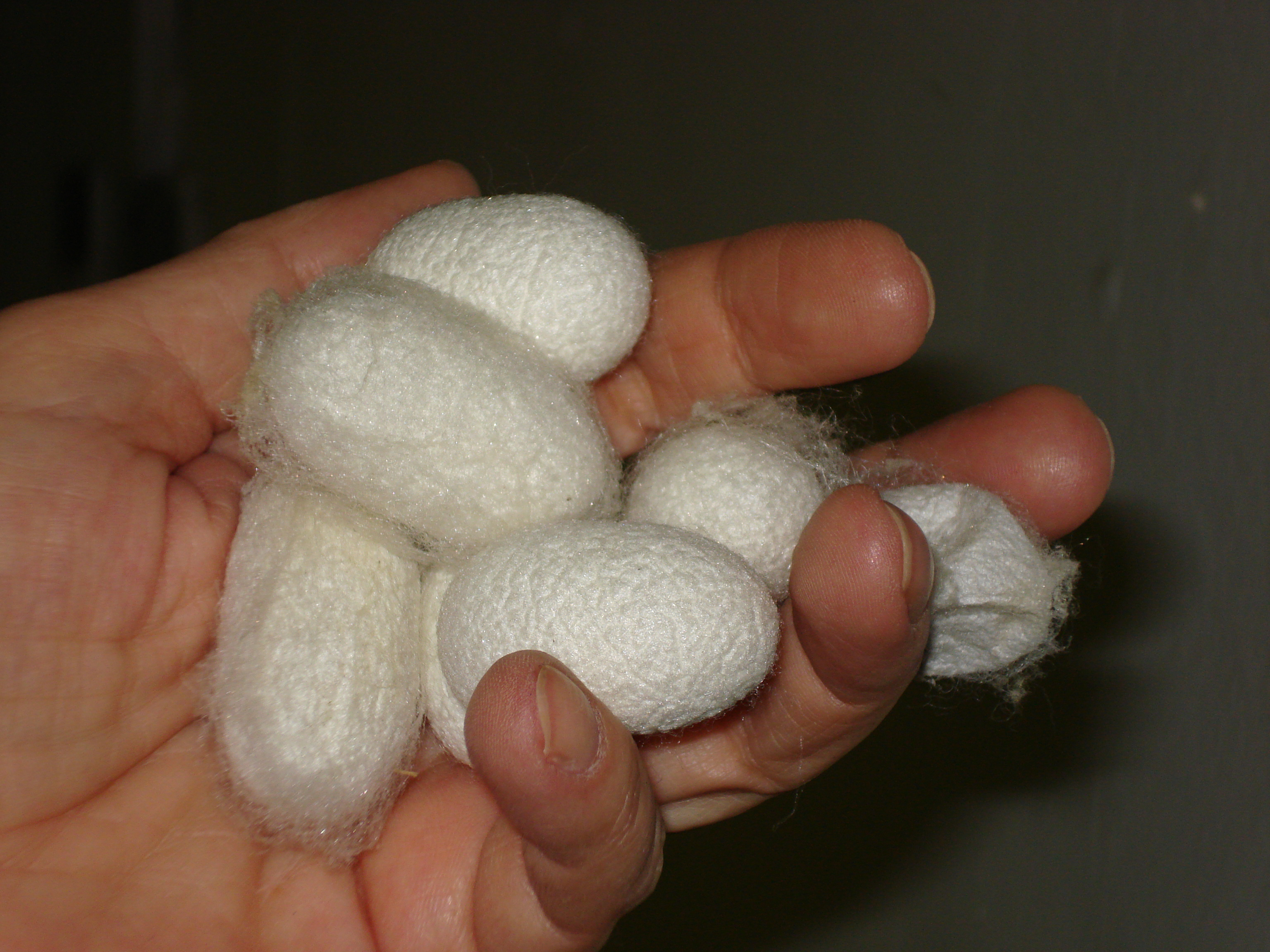
kokony jedwabników

Jedwab – włókno pochodzenia zwierzęcego (białkowe) uzyskiwane z kokonu jedwabnika morwowego lub jedwabnika dębowego. Światowa produkcja jedwabiu na poziomie ok. 50 000 ton rocznie stanowi 0,2% całej produkcji włókien.
Jedwab to również nazwa tkanin produkowanych z przędzy uzyskiwanej z tego włókna. Tkaniny jedwabne charakteryzują się połyskiem, są gładkie, śliskie, wiotkie, miękkie, lekkie, cienkie i bardzo przyjemne w dotyku. Niegdyś stosowane jako podłoże malarskie, zwłaszcza w sztuce orientalnej. Z włókien jedwabnych produkowano sita służące w technice druku zwanej sitodrukiem.

## Historia
Znaleziska archeologiczne wskazują, że jedwab wytwarzano już w starożytnych Chinach, około 3600 roku p.n.e. Świadczą o tym znalezione narzędzia do wyplatania oraz farbowana jedwabna gaza, znalezione na stanowisku archeologicznym kultury Hemudu w prowincji Zhejiang. Bardziej złożone wyroby, w tym adamaszki, zostały odkryte na innym stanowisku w Zhejiang i datowane są na 2700 r. p.n.e.
Chińskie podanie głosi, że jedwab został odkryty w ogrodzie cesarza Huang Di, żyjącego w latach 2698 – 2598 p.n.e. Według legendy cesarz poprosił swą żonę Xi Lingshi, by sprawdziła, jaki szkodnik niszczy drzewa morwowe. Cesarzowa zauważyła, że są to białe larwy, które przędą błyszczące kokony. Przypadkowo jeden kokon wpadł jej do wrzątku i okazało się, że można wyciągnąć z niego delikatną nić, którą Xi Lingshi zawinęła na szpulkę. W ten sposób, jak głosi legenda, odkryła tajemnicę produkcji jedwabiu.
Chińczycy strzegli tej tajemnicy przez około 2000 lat. Przez ten czas Chiny miały monopol na produkcję jedwabiu, który eksportowały tzw. jedwabnym szlakiem. Każdego, kto zdradziłby tajemnicę jego wyrobu, czekał wyrok śmierci. Według relacji bizantyńskich historyków Teofanesa i Prokopiusza z Cezarei tajemnica jedwabiu została przemycona z Chin do Konstantynopola przez dwóch mnichów dopiero w roku 550. Cesarstwem Wschodniorzymskim (Bizancjum) rządził wówczas Justynian I. Mieszkańcy Bizancjum kupowali chiński jedwab, który był przywożony tzw. jedwabnym szlakiem przez kupców. Wędrowali oni przez kilka miesięcy, pokonując 4800 km i narażali życie, podążając przez terytoria ogarnięte wojną. W Europie jedwab wart był majątek, dlatego władcy Bizancjum zależało na zdobyciu tajemnicy jego produkcji. Obiecał dwóm mnichom, że sowicie ich wynagrodzi, jeśli przywiozą jajeczka jedwabników z Chin i posiądą sekret ich hodowli. Plan się powiódł, wysłańcy zdobyli ok. 26 tysięcy jajeczek i przetransportowali je do Europy, chowając je w wydrążonym wnętrzu bambusowych kijów, którymi się podpierali. Prawdopodobnie jednak to tylko legenda, ponieważ hodowla jedwabników jest udokumentowana na terenie bizantyńskiej Syrii już w V wieku, a według niektórych źródeł greckich, jedwab mógł powstawać w Grecji już w IV w. p.n.e. Cesarze strzegli sekretu równie zazdrośnie jak Azjaci, organizując poprzez urzędników zwanych kommerkiarioi ścisłą kontrolę państwa nad przemysłem jedwabnym. Ośrodki produkcji przesuwano z biegiem wieków coraz dalej na zachód Cesarstwa, a ostatecznie w IX–X w. skoncentrowano je w basenie Morza Egejskiego. Najprężniejsze warsztaty (ergasteria) funkcjonowały w Heraklei pod Konstantynopolem, Sufli (w Ewros), Atenach, Koryncie i Tebach. Bizantyńska produkcja tekstyliów osiągnęła wyżyny kunsztu – jej wytwory zadziwiają bogactwem skomplikowanych motywów, które często obejmowały całe sceny religijne bądź historyczne. Na tkaninach chętnie haftowano prócz ornamentów roślinno-geometrycznych przejęte z Persji fantastyczne hippokampy, gryfy, pegazy, a nadto słonie, lwy oraz cesarskie orły, dwugłowe i jednogłowe. Rozbudowany dwór cesarski napędzał rozwój owego rzemiosła niezliczonymi zamówieniami. Purpurowe, ciężkie jedwabie cesarskie przetykano z reguły złotem, otrzymując brokaty.
Bizantyjczycy z powodzeniem przez długi czas strzegli tajników procesu otrzymywania drogocennej tkaniny przed przeniknięciem na Zachód. W roku 968 biskup Liutprand z Cremony, poseł cesarza Ottona I, daremnie próbował wywieźć purpurowy jedwab z Konstantynopola – cenny towar został mu skonfiskowany przez cesarskich urzędników. Dopiero w 1147 Roger II, król Sycylii, zdobył tajemnicę porywając z Teb i Koryntu rzemieślników-specjalistów.
Z Chin jedwabnictwo trafiło do Persji i Japonii. Z Sycylii natomiast rozprzestrzeniło się na Hiszpanię i resztę Włoch. W XIII wieku pojawiło się we Francji, a od XVII wieku rozpowszechniło się w całej Europie. Aktualnie Europa sprowadza część surówki jedwabnej z Chin.

## Produkcja włókna

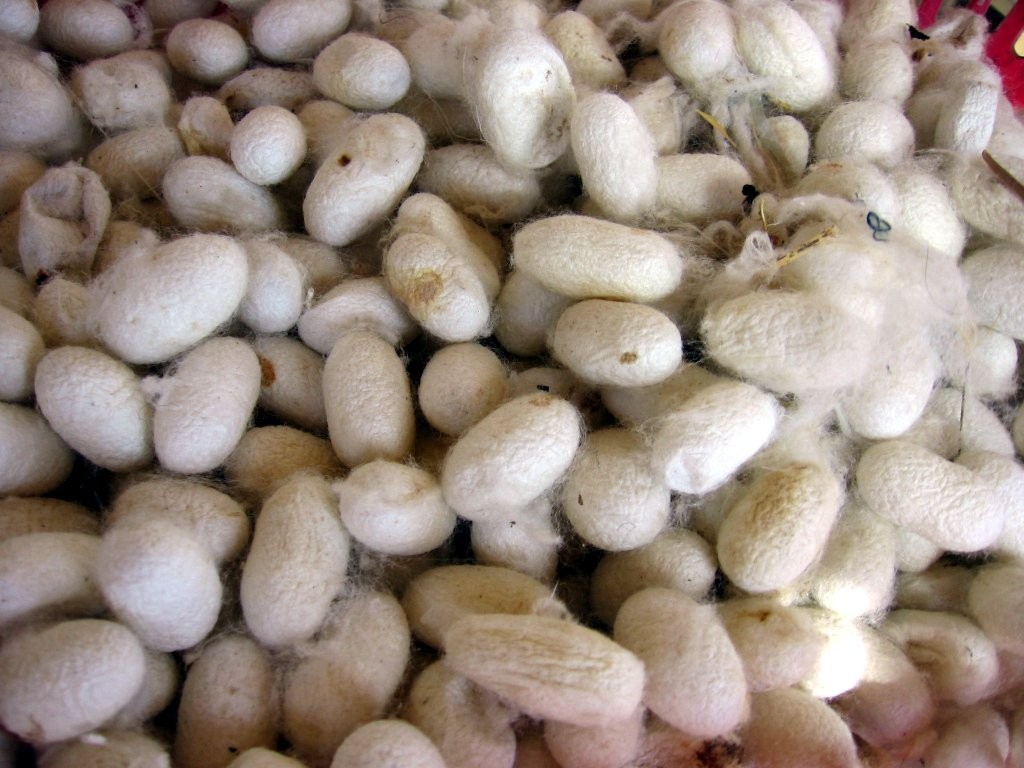
Kokony jedwabnika zebrane do produkcji jedwabiu

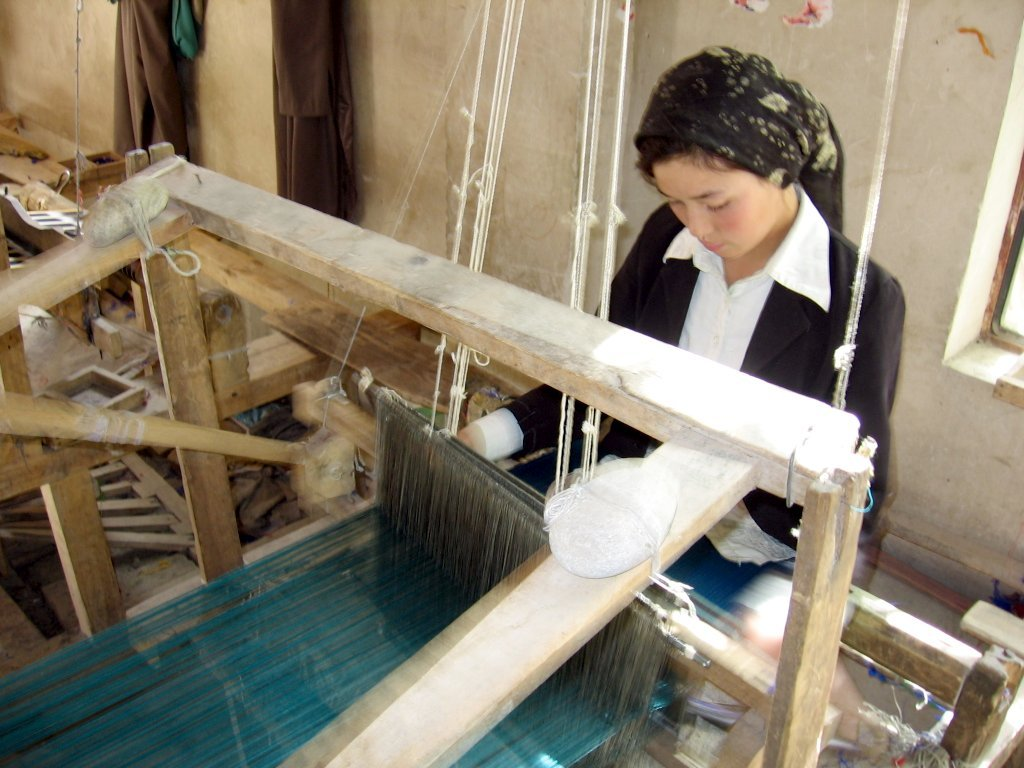
Rękodzielnicza produkcja tkanin jedwabnych w Chinach

Produkcję jedwabiu można podzielić na 4 fazy:
1. Produkcja karmy dla jedwabników – uprawa drzew, których liście będą dla nich pożywką. Jedwabniki mogą żywić się liśćmi różnych gatunków drzew. Najlepiej jednak, gdy jest to morwa lub dąb.
2. Hodowla jedwabników – odbywa się wiosną, tylko przez 2 miesiące. Przez pozostały czas jaja przechowuje się w stosunkowo niskiej temperaturze. Wylęg rozpoczyna się, gdy tylko pojawią się na morwach pierwsze liście i trwa ok. 8 dni. Następnie gąsienice przez miesiąc żywią się liśćmi morwy. Jedwabniki spożywają pokarm bez przerwy, w ciągu 4 tygodni masa ich ciała zwiększa się 10 000 razy. Po czwartym linieniu, po około miesiącu od wylęgu, jedwabniki rozpoczynają owijanie się w kokon, co trwa 3 dni. Po tym czasie jedwabniki rozdziela się na te, które przepoczwarczą się w motyla, by dać początek kolejnemu cyklowi rozwojowemu, oraz te, z których pozyskuje się jedwab.
3. Pozyskiwanie włókna – kokony zanurza się w gorącej wodzie, znajduje koniec każdej nici jedwabnej, a następnie zawija na szpulę. Z jednego kokonu otrzymuje się ok. 1,6 km bardzo cienkiej nici.
4. Przędzenie – włókno poddaje się procesowi przędzenia w celu uzyskania przędzy jedwabnej, będącej surowcem do produkcji tkanin.

Pozyskiwanie włókna

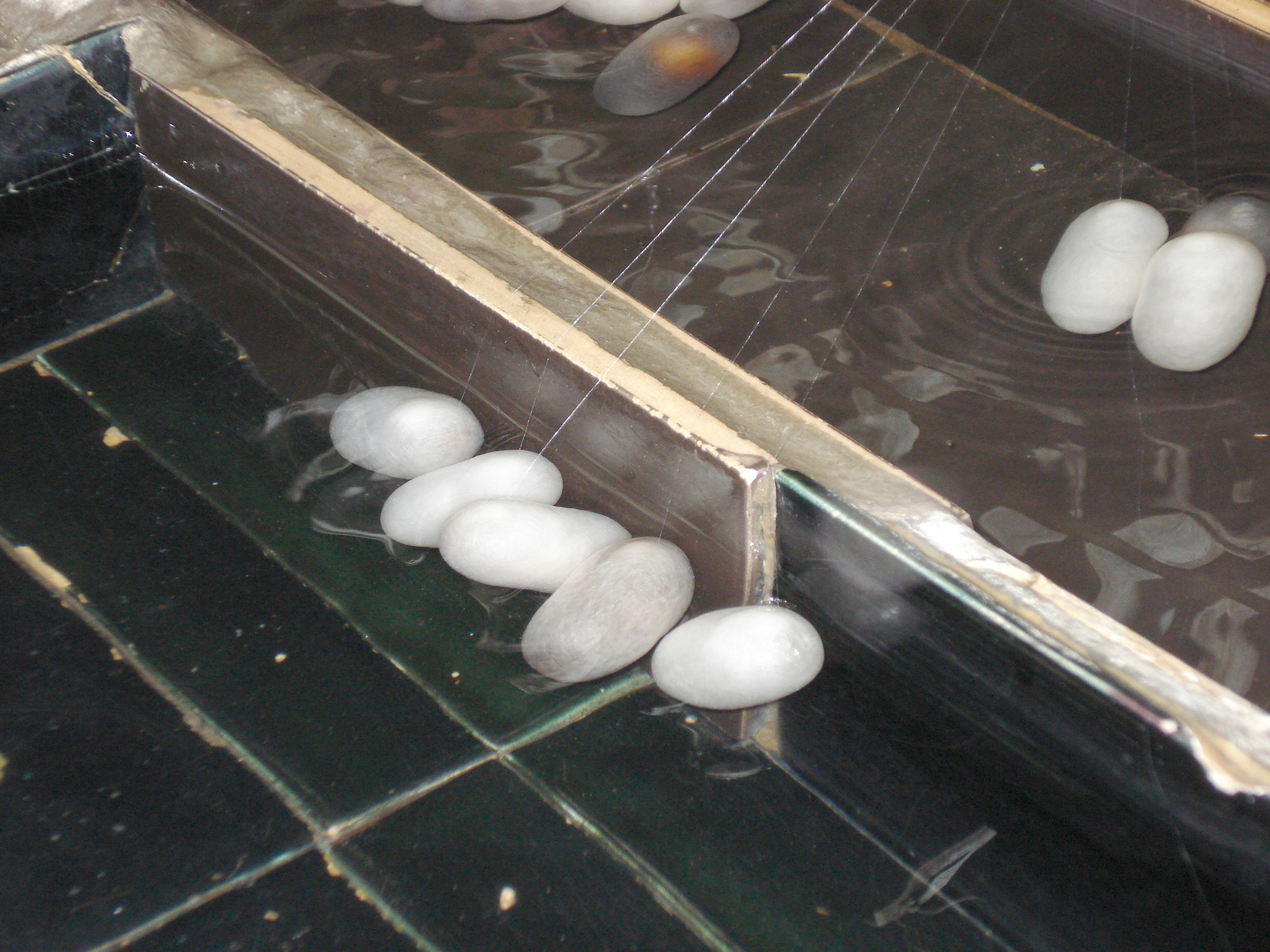
Odwijanie włókna jedwabnego z kokonu
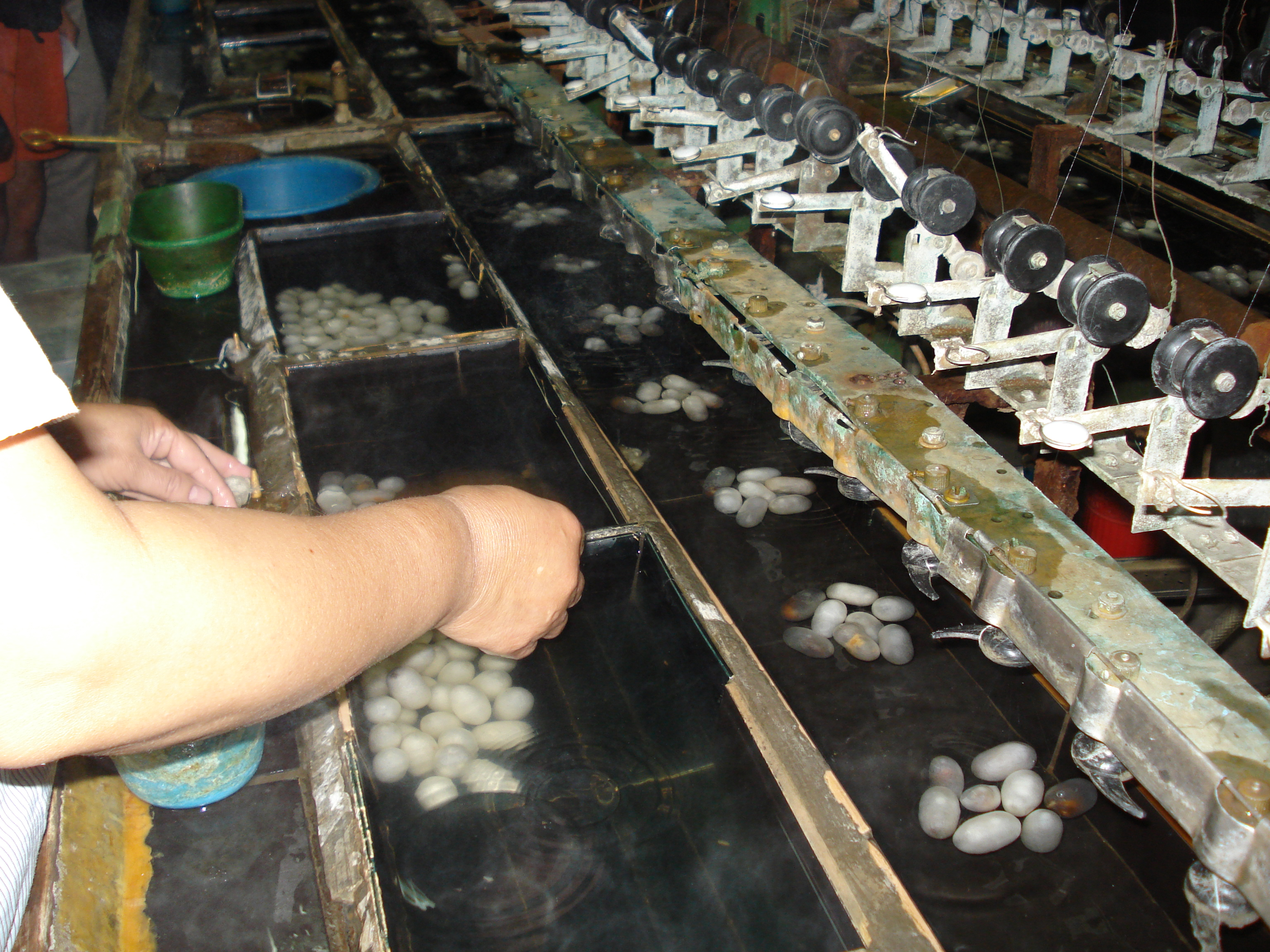
Łączenie kilku włókien w przędzę – przędzenie
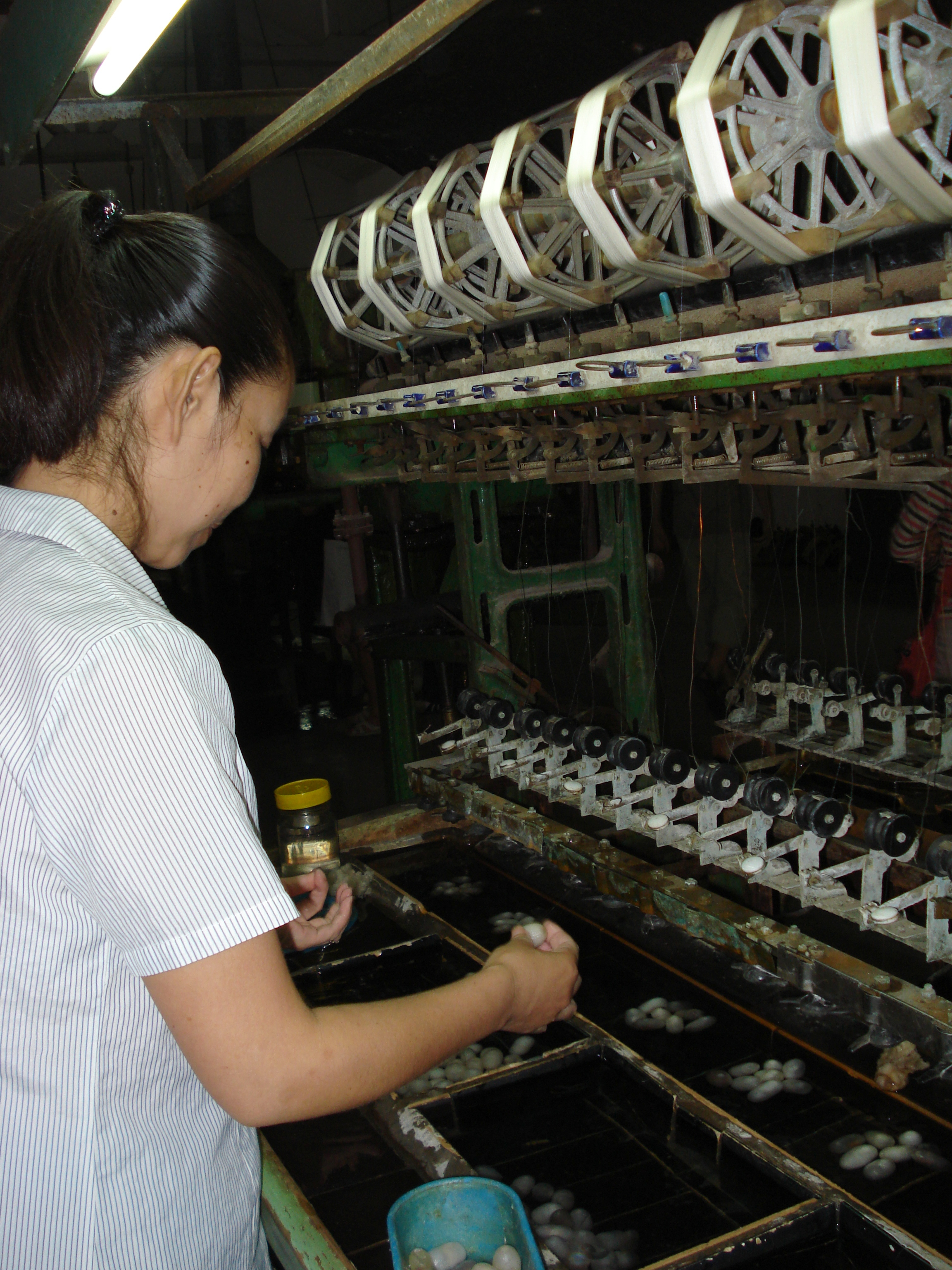
Nawijanie przędzy na motki

Ze względu na dość żmudny i stosunkowo kosztowny proces uzyskiwania jedwabiu naturalnego, wynaleziono kilka rodzajów sztucznego włókna o podobnych właściwościach, zwanego jedwabiem sztucznym.

### Najwięksi producenci jedwabiu
| Najwięksi producenci jedwabiu (2005) (w tonach) | Najwięksi producenci jedwabiu (2005) (w tonach) |
| ----------------------------------------------- | ----------------------------------------------- |
| Chiny                                           | 290 003                                         |
| Indie                                           | 77 000                                          |
| Uzbekistan                                      | 17 000                                          |
| Brazylia                                        | 11 000                                          |
| Iran                                            | 6088                                            |
| Tajlandia                                       | 5000                                            |
| Wietnam                                         | 3000                                            |
| Korea Północna                                  | 1500                                            |
| Rumunia                                         | 1000                                            |
| Japonia                                         | 600                                             |
| Łącznie na świecie                              | 411 591                                         |

## Handlowe nazwy przędz i nici jedwabnych
- greża – jedwab naturalny w stanie surowym
- grenadyna – silnie skręcona przędza jedwabna
- filozela – nić jedwabna nieskręcana
- kordonek – skręcona nitka jedwabna (lub bawełniana)
- mulina – wielobarwna przędza do haftowania
- ondula – jedwabna przędza wątkowa
- organzyna – jedwabna przędza przeznaczona na osnowę
- szapa – czesankowa przędza jedwabna
- trama – luźno skręcona z kilku nitek greży przędza jedwabna

## Handlowe nazwy tkanin jedwabnych
- brokat – ciężka tkanina – o wypukłym wzorze – najczęściej jedwabna i przetykana nicią złotą lub srebrną
- bureta – tkanina z wyczeski jedwabnej (odpadowej przędzy z jedwabiu naturalnego)
- faille – gruba tkanina jedwabna poprzecznie prążkowana
- floret
- fular – cienka, charakteryzująca się szczególną miękkością tkanina o splocie płóciennym, skośnym lub atłasowym używana głównie na krawaty i chustki
- glace – mieniąca się tkanina jedwabna, w której wątek i osnowa są różnokolorowe
- iluzja – delikatna, przezroczysta tkanina jedwabna
- kanaus – perska tkanina jedwabna
- krepa – pomarszczona, matowa tkanina (najczęściej jedwabna) z silnie skręconej przędzy
- lama – gładka, przetykana nitkami metalowymi tkanina, najczęściej jedwabna
- lampas – chińska tkanina jedwabna
- lewantyna – tkanina jedwabna o splocie skośnym
- liberty – jedwabny atłas o silnym połysku
- mora – tkanina, najczęściej jedwabna, o falisto mieniącym się deseniu
- muślin – lekka tkanina jedwabna wykonana bardzo luźno w splocie płóciennym
- panora – tkanina jedwabna
- pika – gęsta, prążkowana tkanina jedwabna
- pongé – bardzo lekka tkanina jedwabna o splocie płóciennym
- prunela – cienka, mocna tkanina jedwabna o splocie atłasowym
- sparking – błyszcząca tkanina z jedwabiu połączonego ze sztucznym włóknem
- szarmeza – bardzo cienka, miękka tkanina jedwabna
- tafta – bardzo gęsta, sztywna, szeleszcząca i połyskująca tkanina jedwabna
- trykotyna – gruba, miękka tkanina jedwabna